# Landbandy
Landbandy är en informell term för idrott som liknar bandy, landhockey eller innebandy men som spelas på utomhusplan, normalt på grus eller asfalt. Spel av detta slag har inga centralt fastställda regler och spelas ofta på skolgårdar på raster, ibland på skolornas idrottstimmar. Sporten torde ha utvecklats ur bandy men som spel under sommarhalvåret när is inte fanns att tillgå och har sannolikt givit upphov till den numera mer organiserade sporten innebandy, som till skillnad från landbandy spelas inomhus på golv.